# Clapra punctulosa
Clapra punctulosa är en fjärilsart som beskrevs av Walker 1865. Clapra punctulosa ingår i släktet Clapra och familjen nattflyn. Inga underarter finns listade i Catalogue of Life.